# István Rédei
István Rédei [ˈiʃtvaːn ˈreːdɛ.i] (* 23. August 1983) ist ein ungarischer Handballspieler.
Der 1,97 Meter große und 101 Kilogramm schwere rechte Rückraumspieler steht seit dem Sommer 2014 bei Cesson-Rennes Métropole HB unter Vertrag. Zuvor spielte er bei Debreceni KSE, JD Arrate, Tatabánya KC und Dijon Bourgogne HB. Mit Debrecen sowie Tatabánya spielte er im EHF-Pokal (2007/08, 2008/09, 2011/12).
István Rédei warf in 14 Länderspielen für die ungarische Nationalmannschaft 27 Tore (Stand: Dezember 2009); er steht im Aufgebot Ungarns für die Handball-Europameisterschaft 2010.